# Dimple Kapadia
Dimple Kapadia (Bombay, 8 juni 1957) is een Indiaas actrice. 
Kapadia werd op 8 juni 1957 geboren in de wijk Santa Cruz in Bombay als oudste kind van zakenman Chunibhai Kapadia en zijn vrouw Bitti. Haar vader stimuleerde haar van jongs af aan ertoe te gaan acteren, wat niet naar de zin van de rest van haar conservatieve Gujarati-familie was. In 1971 werd de 14-jarige Kapadia ontdekt door casting director Raj Kapoor. Hij was erg onder de indruk van Kapadia en introduceerde haar bij zijn collega's. In 1971 werd uitgenodigd om samen met Rishi Kapoor te spelen in de film "Bobby" (1973). Deze film werd een groot succes: ze verkreeg er onder andere - samen met Jaya Bachchan - haar eerste onderscheiding mee, namelijk de Filmfare Award for Best Actress.
In 1973 trouwde Kapadia met filmacteur, producer en politicus Rajesh Khanna, met wie ze twee dochters kreeg, die beide actrices werden. De oudste dochter, actrice Twinkle Khanna, is overigens gehuwd met acteur Akshay Kumar. De jongere dochter is Rinke Khanna. Kapadia's relatie met Rajesh Khanna eindigde in 1982, maar de twee zijn nooit gescheiden. Tijdens haar huwelijk stopte Kapadia met acteren, totdat ze dit in 1984, twee jaar na haar scheiding, weer oppakte. In 1985 verscheen ze in de film "Saagar", wat ook een succes werd en waarvoor ze haar tweede Filmfare Award for Best Actress mee verkreeg. Andere populaire films waarin Kapadia vanaf 1984 in verscheen waren onder meer "Manzil Manzil" (1984), "Aitbaar" (1985) en "Arjun" (1985). De periode daarna verscheen ze in "Kaash"(1987), "Drishti" (1990), "Lekin..." (1991), "Rudaali" (1993), "Gardish" (1993) en “Krantiveer" (1994).
Vanaf 2000 begon Kapadia te verschijnen in films waar ze de rol van een vrouw van middelbare leeftijd met jongere mannen aannam, waaronder "Dil Chahta Hai" (2001) en "Leela" (2002). Andere bijdragen in de periode zijn onder andere "Hum Kaun Hai?" (2004), "Pyaar Mein Twist" (2005), "Phir Kabhi" (2008), "Tum Milo Toh Sahi" (2010) en "What the Fish" (2013), maar ze scoorde meer succes met haar karakterrollen in "Being Cyrus" (2006), "Luck by Chance" (2009), "Dabangg" (2010), "Cocktail" (2012) en "Finding Fanny" (2014). Haar rol in de Hollywood thriller film Tenet (2020) zorgde voor verdere (internationale) bekendheid.